# Dicționar etimologic
- Dicționarul etimologic — este un dicționar lingvistic[1] care conține informații despre istoria unor cuvinte, și, uneori, și morfeme, adică informații despre schimbările fonetice și semantice  pe care le-au suferit. Marile dicționare descriptive, de asemenea, pot conține note referitoare la etimologia cuvintelor.

Deoarece originea multor cuvinte nu poate fi definită exact, dicționarele etimologice fixează puncte de vedere diferite și conțin referințe corespunzătoare la literatura de specialitate.
Unele  dicționare etimologice includ informații despre grupuri de limbi și conțin reconstrucția vocabularului limbii mamă, din care aceste limbi s-au tras.

## Istoric

### Antichitatea orientală
Tradiția studierii etimologiei anumitor cuvinte își are originea în antichitate. De exemplu, în orientul antic, lucrarea etimologică pentru sanscrită este "Nirukta" (sec. VI—V î. Chr.) . Dicționarul etimologic al limbii chineze antice este cel numit Șimin (chin. 釋名, Explicarea numelor începutul secolului III î. Chr.), autor filologul Liu Xi (刘熙, 劉熙 (熹)) poreclit Chan Guo (成國), sau istoricul Liu Ujănia (劉珍); direcția tradițională a gramaticii limbii arabe "al- iștikak" (arab. الاشتقاق), este dată, în special, de monografia limbilor turcice a lui Mahmud al-Kașraghi.

### Antichitatea occidentală
În tradiția occidentală, rudimente de cercetare etimologică în limba greacă sunt în secolul IV î. Chr. (dialogul lui Platon "Cratilos"), apoi găsim continuarea în doctrina stoicilor. Printre lexicografii antichității târzii se poate distinge neoplatonicul Orion Thebanul (pe la 450) —  autorul lucrării "Orionis Thebani Etymologicon" (grec.  Ετυμολογικόν Ωρίωνος Θηβαίου) (sec. V), parțial conservat într-un manuscris din secolul XII sau începutul secolului XIII; el a servit ca bază pentru  compilații medievale. 

### Evul Mediu
Lucrările patriarhului Fotie I al Constantinopolului (aprox. 820-896), au servit ca bază pentru tratate ca "Etymologicum Genuinum" (prima jumătate a sec. IX, Constantinopol), "Etymologicum Parvum" (a doua jumătate a sec. IX), "Etymologicum Gudianum" (grec. Γουδιανόν Ετυμολογικόν) (sec. XI), "Etymologicum Symeonis" (grec. Ετυμολογικον του Συμεώνος) (prima jumătate a sec. XII), "Etymologicum Magnum" (grec. Μέγα Ετυμολογικόν) (pe la 1150, Constantinopol).
Etimologia armeană s-a dezvoltat în Evul Mediu timpuriu. Printre armenii oameni de știință implicați în această problemă au fost David Grămăticul (sec. V—VI), Stepanos Siuneți (VIII-lea), Grigor Маghistros (sec. XI) etc.
Pentru limba latină primele investigații se produc în secolul I e.n., precum cea a lui Varro, în "De lingua latina" (sec. I e.n.) notează că etimologia este o parte a gramaticii care studiază "de ce și de unde au apărut cuvintele" (De lingua latina V, 2); apoi este lucrarea "Etymologiarvm sive Originvm" (sec. VII ) a lui Isidor, arhiepiscop de Sevilla, în Spania sub vizigoți.
În secolele XVI—XVII au apar lucrări precum:
- Etymologicvm Tevtonicæ lingvæ: sive Dictionarivm Tevtonico-Latinvm, præcipvas Tevtonicæ lingvæ dictiones et phrases Latinè interpretatas, & cum dionysius nonnullis linguis obiter collatas complectens) Cornelius Kilianus (Anvers, 1599).
- Etymologicon linguæ latinæ: praefigitur ejusdem de literarum permutatione tractatus) Gerardus Vossius  (Amsterdam, anul 1662).
- Etymologicon Linguæ Anglicanæ, Seu Explicatio Vocum Anglicarum Etymologica Ex Proprils Fontibus, Scil. Ex Linguis Duodecim) a lui Stephen Skinner (Londra, anul 1671).

### Epoca modernă
În Europa de Vest, primul dicționar științific, în sensul modern, a fost Etymologisches Wörterbuch der romanischen Sprachen (rom. „Dicționar etimologic al limbilor romanice”, 1853) al lui Friedrich Diez, mai târziu, slavistul Franc Miklošič a publicat Etymologisches Wörterbuch der slavischen Sprachen (rom. „Dicționar etimologic al limbilor slave”, 1886)..

## Listă de lucrări pentru limbile individuale

### Albaneză
- Kolec Topalli, Fjalor etimologjik i gjuhës shqipe, Durrës, Jozef, 2017.
- Vladimir Orel, Albanian Etymological Dictionary, Leiden, Brill, 1998.
- Eqrem Çabej, Studime etimologjike në fushë të shqipes, 7 volume, Tirana, Akademia et Shkencave e Republikës Popullore të Shqipërisë, Instituti i Gjuhësisë dhe i Letërsisë, 1976–2014.

### Bretonă
- Albert Deshayes, Dictionnaire étymologique du breton, Douarnenez, Le Chasse-Marée, 2003.

### Cehă
- J. Holub și F. Kopečný, Etymologický slovník jazyka českého, ed. a II-a, Praga, Státní nakladatelství učebnic, 1952 (ed. a I-a 1933).
- Václav Machek, Etymologický slovník jazyka českého, ed. a II-a, Praga, NLN, Nakladatelství Lidové noviny, 1971 (ed. a I-a 1957).
- J. Holub și S. Lyer, Stručný etymologický slovník jazyka českého se zvláštním zřetelem k slovům kulturním a cizím, Praga, SPN, 1992 (ed. a I-a 1967).
- Jiří Rejzek, Český etymologický slovník, Voznice, LEDA, 2001 (reediția 2012)

### Chineză
- Axel Schuessler, ABC Etymological Dictionary of Old Chinese, Honolulu, University of Hawaii Press, 2007.

### Engleză
- Robert K. Barnhart și Sol Steinmetz (coordonatori), Barnhart Dictionary of Etymology, Bronx (New York), H. W. Wilson, 1988 (reediția sub titlul Chambers Dictionary of Etymology).
- C.T. Onions (coord.), The Oxford Dictionary of English Etymology, Oxford, Oxford University Press, 1966.
- Eric Partridge, Origins: A short etymological dictionary of Modern English, New York, Greenwich House, 1958 (reedițiile 1959, 1961, 1966 și 2008).

### Finlandeză
- Suomen sanojen alkuperä [= Originea cuvintelor finlandeze], 3 volume, Helsinki, Kotimaisten kielten tutkimuskeskus – Suomalaisen Kirjallisuuden Seura, 1992–2000 (I: A–K, 1992; II: L–P, 1995; III: R–Ö, 2000).

### Franceză
- Alain Rey (coord.), Dictionnaire historique de la langue française, ed. a II-a, 3 volume, Paris, Le Robert, 1998 (ed. a I-a, 2 vol., 1992).
- Emmanuèle Baumgartner și Philippe Ménard, Dictionnaire étymologique et historique de la langue française, Paris, Livre de Poche, 1996.
- Jacqueline Picoche, Dictionnaire étymologique du français, Paris, Le Robert, 1971.
- Albert Dauzat, Jean Dubois și Henri Mitterand, Nouveau dictionnaire étymologique et historique, ed. a II-a. Paris, Larousse, 1964 (ed. a I-a 1938).
- Oscar Bloch și Walther von Wartburg, Dictionnaire étymologique de la langue française, ed. a II-a, Paris, PUF, 1950 (ed. a I-a 1932).
- Walther von Wartburg și Hans-Erich Keller (coordonatori), Französisches etymologisches Wörterbuch. Eine Darstellung des gallormanischen Sprachschatzes (FEW), 25 volume, Bonn: Klopp / Heidelberg: Carl Winter / Leipzig și Berlin: Teubner / Basel: R. G. Zbinden, 1922–67 (unele volume au fost revăzute).

### Germană
- Elmar Seebold (coord.), Etymologisches Wörterbuch der deutschen Sprache, ed. a 26-a, fondat de Friedrich Kluge, Berlin, Walter de Gruyter, 2013 (ed. a I-a 1883).
- Wolfgang Pfeifer (coord.), Etymologisches Wörterbuch des Deutschen, ed. a 7-a, München, dtv, 2004 (ed. a I-a 1995).
- Gunther Drosdowsi, Paul Grebe, et al. (coord.), Duden, Das Herkunftswörterbuch. Etymologie der deutschen Sprache, ed. a V-a, Berlin, Duden, 2013.
- Sabine Krome (coord.), Wahrig, Herkunftswörterbuch, ed. a V-a, fondat de Ursula Hermann, Gütersloh și München, Wissenmedia, 2009.

### Greacă

#### Neogreacă
- George Babinotis, Ετυµολογικό λεξικό της νέας ελληνικής γλώσσας [= Dicționar etimologic al limbii neogreacă], Atena, Κέντρο λεξικογραφίας, 2010.

#### Greacă antică
- Robert S. P. Beekes, Etymological Dictionary of Greek, 2 volume, Leiden, Brill, 2010.
- Pierre Chantraine, Dictionnaire étymologique de la langue grecque. Histoire des mots (DELG), ed. a II-a revăzută, 2 volume, revăzut de Jean Taillardat, Olivier Masson și Jean-Louis Perpillou, Paris, Klincksieck, 2009 (ed. a II-a 1994; ed. a I-a 1968–1980 în 4 volume).
- Hjalmar Frisk, Griechisches etymologisches Wörterbuch (GEW), 3 volume, Heidelberg, Carl Winter, 1960–1972.

### Hitită
- Alwin Kloekhorst, Etymological Dictionary of the Hittite Inherited Lexicon, Leiden și Boston, Brill, 2008.
- Jaan Puhvel, Hittite Etymological Dictionary, 10 volume, Berlin, Mouton de Gruyter, 1984–present.

### Irlandeză
- Sanas Cormaic, encyclopedic dictionary, 9th or 10th century
- Joseph Vendryes. Lexique étymologique de l'irlandais ancien (LÉIA). Dublin Institute for Advanced Studies; Paris: CNRC Éditions, 1959–incomplete.

### Islandeză
- Ásgeir Blöndal Magnússon, Íslensk orðsifjabók

### Italiană
- Alberto Nocentini, L’Etimologico: vocabolario della lingua italiana, în colaborare cu Alessandro Parenti, Milano, Mondadori, 2010.
- Manlio Cortelazzo și Paolo Zolli, Dizionario etimologico della lingua italiana (DELIN), ed. a II-a, Bologna, Zanichelli, 2004 (ed. a I-a, 5 volume, 1979–1988).

### Latină
- Michiel de Vaan, Etymological Dictionary of Latin and the Other Italic Languages, Leiden, Brill, 2008.
- Alfred Ernout și Antoine Meillet, Dictionnaire étymologique de la langue latine. Histoire des mots (DELL), ed. a IV-a revăzută, 2 volume, revăzut de Jacques André, Paris, Klincksieck, 1985 (ed. a IV-a 1959–1960; ed. a I-a 1932).
- Alois Walde, Lateinisches etymologisches Wörterbuch, ed. a III-a, 2 volume, revăzut de Johann Baptist Hofmann, Heidelberg, Carl Winter, 1938–1954 (ed. a I-a 1906).

### Letonă
- Konstantīns Karulis, Latviešu Etimoloģijas Vārdnīca, Rīga, Avots, 1992.

### Lituaniană
- Ernst Fraenkel, Annemarie Slupski, Erich Hofmann și Eberhard Tangl (coordonatori), Litauisches etymologisches Wörterbuch (LitEW), 2 volume, Heidelberg: Carl Winter / Göttingen: Vandenhoeck & Ruprecht, 1962–1965.
- Wolfgang Hock et al, Altlitauisches etymologisches Wörterburch (ALEW), 3 volume, Hamburg, Baar Verlag, 2015.

### Maghiară
- András Róna-Tas și Árpád Berta, West Old Turkic. Turkic Loanwords in Hungarian, 2 volume, Wiesbaden, Harrassowitz, 2011.
- Zaicz Gábor, Etimológiai szótár. Magyar szavak és toldalékok eredete, Budapesta, TINTA, 2006.
- István Tótfalusi, Magyar etimológiai nagyszótár, Budapesta, Arcanum Adatbázis, 2001.

### Olandeză
- Marlies Philippa, Frans Debrabandere, A. Quak, T. Schoonheim și Nicoline van der Sijs (coordonatori), Etymologisch woordenboek van het Nederlands (EWN), 4 volume, Amsterdam, Amsterdam University Press, 2003–09.
- Jan de Vries, Nederlands etymologisch woordenboek (NEW), ed. a II-a, Leiden, Brill, 1971.

### Poloneză
- Aleksander Brückner, Słownik etymologiczny języka polskiego, ed. a 9-a, Varșovia, Wiedza Powszechna, 2000 (ed. a I-a, Cracovia, Krakowska Spółka Wydawnicza, 1927).
- Wiesław Boryś, Słownik etymologiczny języka polskiego, Cracovia, Wydawnictwo Literackie, 2005.

### Portugheză
- J. P. Machado, Dicionário etimológico da língua portuguesa, ed. a III-a, 5 volume, Lisabona, 1977 (ed. a I-a 1952).

### Prusiană
- Vytautas Mažiulis, Prūsų kalbos etimologijos žodynas, Vilnius, 1988–1997.

### Română
- Alexandru Ciorănescu, Dicționar etimologic român, ed. a II-a (Diccionario etimológico rumano (7 fasciculos), La Laguna, 1958 - 1966), editat de Tudora Șandru Mehedinți, Magdalena Popescu Marin, cu o prefață de Alexandru Ciorănescu, București, 2001.

### Rusă
- Vladimir Orel, Russian Etymological Dictionary, 4 volume, editat de Vitaly Shevoroshkin și Cindy Drover-Davidson, Calgary (Canada), Octavia Press (vol. I – III) și Theophania Publishing (vol. IV), 2007–2011.
- Terence Wade, Russian Etymological Dictionary, Bristol, Bristol Classical Press, 1996.
- Max Vasmer, Russisches etymologisches Wörterbuch, 3 volume, Heidelberg, Carl Winter, 1953–1958.

### Sanscrită
- Manfred Mayrhofer, Kurzgefaßtes etymologisches Wörterbuch des Altindischen (KEWAi), 3 volume, Heidelberg, Carl Winter, 1956–1976.
- Manfred Mayrhofer, Etymologisches Wörterbuch des Altindoarischen (EWAia), 3 volume, Heidelberg, Carl Winter, 1992/1998/2001.

### Sardă
- Max Leopold Wagner, Dizionario etimologico sardo (DES), 2 volume, revăzut de Giulio Paulis, Nuoro, Ilisso, 2008 (ed. a I-a în 3 volume, Heidelberg, Carl Winter, 1960–1964).
- Massimo Pittau, Dizionario della lingua sarda fraseologico ed etimologico (DILS), 2 volume, Cagliari, E. Gasperini, 2000–03.

### Sârbo-croată
- Alemko Gluhak, Hrvatski etimološki rječnik, Zagreb, August Cesarec, 1993.
- Petar Skok, Etimologijski rječnik hrvatskoga ili srpskoga jezika [= Dicționarul etimologic al limbii croate sau sârbe], 4 volume, Zagreb, Jugoslavenska akademija znanosti i umjetnosti, 1971–4.

### Scoțiană joasă(limbă germanică)
- John Jamieson, An Etymological Dictionary of the Scottish Language, 1808; revăzută 1879–97.

### Slavonă
- Etymologický slovník jazyka staroslověnského (ESJS), 18 volume (A–zakonъ), Praga, Academia, 1989– . ISBN 80-200-0222-7.

### Slovenă
- France Bezlaj, Etimološki slovar slovenskega jezika, SAZU, Ljubljana, 1977 (ISBN 86-11-14125-3), COBISS 10028033
- Marko Snoj, Slovenski etimološki slovar, Založba Modrijan, Ljubljana, 2003 (ISBN 961-6465-37-6), COBISS 124973312

### Spaniolă
- Joan Corominas, Diccionario crítico etimológico castellano e hispánico, 6 volume, Madrid, Gredos, 1980–1991 (ISBN 84-249-1362-0)
- Guido Gómez de Silva, Elsevier's Concise Spanish Etymological Dictionary, Amsterdam și New York, Elsevier Sciences, 1985. (ISBN 968-16-2812-8)
- Edward A. Roberts, A Comprehensive Etymological Dictionary of the Spanish Language with Families of Words Based on Indo-European Roots, 2 volume (I: A-G; II: H-Z), Xlibris, 2014.

### Suedeză
- Elof Hellquist, Svensk etymologisk ordbok, Lund, Gleerups, 1922–1980. (ISBN 91-40-01978-0)
- Birgitta Ernby, Norstedts etymologiska ordbok, Stockholm, Norstedts Förlag, 2008. (ISBN 978-91-7227-429-7)

### Turcă
- Sevan Nișanyan, Sözlerin soyağacı: çağdaș Türkçenin etimolojik sözlüğü, Beyoğlu (Istanbul), Adam, 2002.
- Gerard Leslie Makins Clauson, An Etymological Dictionary of Pre-Thirteenth-Century Turkish, Londra, Oxford University Press, 1972.

## Listă de lucrări pefamiliile de limbi

### Afro-asiatică
- Vladimir Orel și Olga V. Stolbova, Hamito-Semitic Etymological Dictionary: Materials for a Reconstruction, Leiden, Brill, 1995.

### Altaică
- Sergei Starostin, Anna Dybo și Oleg Mudrak, Etymological Dictionary of the Altaic Languages, Leiden, Brill, 2003.

### Celtică
- Ranko Matasović, Etymological Dictionary of Proto-Celtic, Leiden, Brill, 2009.

### Dravidiană
- Thomas D. Burrows și Murray Barnson Emeneau, A Dravidian Etymological Dictionary (DED), ed. a II-a, Oxford, Munshirm Manoharlal și Clarendon Press, 1984 (ed. a I-a 1961).

### Germanică
- Guus Kroonen, Etymological Dictionary of Proto-Germanic, Leiden, Brill, 2013.
- Vladimir Orel, A Handbook of Germanic Etymology, Leiden, Brill, 2003.
- Frank Heidermanns, Etymologisches Wörterbuch der germanischen Primäradjektive (EWgA), Berlin, Walter de Gruyter, 1993.

### Protoindoeuropeană
- George E. Dunkel, Lexikon der indogermanischen Partikeln und Pronominalstämme (LIPP), Heidelberg, Carl Winter, 2014.
- Dagmar S. Wodtko, Britta Irslinger și Carolin Schneider, Nomina im indogermanischen Lexikon (NIL), Heidelberg, Carl Winter, 2008.
- Helmut Rix (coord.), Lexikon der indogermanischen Verben. Die Wurzeln und ihre Primärstammbildungen (LIV²), ed. a II-a, Wiesbaden, Reichert Verlag, 2001.
- Julius Pokorny, Indogermanisches etymologisches Wörterbuch (IEW), 2 volume, Tübingen, Berna și München, A. Francke, 1957/1969 (reediția 2005).
  - Reprelucare de: Alois Walde și Julius Pokorny, Vergleichendes Wörterbuch der indogermanischen Sprachen, 3 volume, Berlin, de Gruyter, 1927–1932 (reediția 1973).
- Carl Darling Buck, A dictionary of selected synonyms in the principal Indo-European languages, Chicago, University of Chicago Press, 1949 (reediția 1988).

### Slavă
- Rick Derksen, Etymological Dictionary of the Slavic Inherited Lexicon, Leiden, Brill, 2008.
- Colectiv, Etimologicheskiy slovar' slavyanskikh yazykov. Praslavyanskiy leksicheskiy fond (ESSJa), 40 volume (A-*pakъla), Moscova, Nauka, 1974– .
- Franc Miklošič, Etymologisches Wörterbuch der slavischen Sprachen, Viena, Wilhelm Braumüller, 1886, 547 pp.

### Uralică
- Károly Rédei (coord.), Uralisches etymologisches Wörterbuch (UEW), 3 volume, Budapesta: Akadémiai Kiadó / Wiesbaden: Harrassowitz, 1986–1991.

## Listă de lucrări on-line

### Limbi indoeuropene
– Croatian Etymological Dictionary
– An Online Etymological Dictionary of the English language compiled by Douglas Harper
– Ancient Greek Etymological Dictionary by H. Frisk
– An Etymological Dictionary of the Hittite Inherited Lexicon by Alwin Kloekhorst
– Indo-European Etymological Dictionary by S. A. Starostin et al.
– Gaelic Etymological Dictionary by A. MacBain
– Gothic Etymological Dictionary by Andras Rajki
– Nepali Etymological Dictionary by R. L. Turner
– Romanian Etymological Dictionary
– Russian Etymological Dictionary by Max Vasmer, Heidelberg (1962), 4 volumes
– Swedish Etymological Dictionary by Elof Hellquist

### Limbi afroasiatice
– Afroasiatic Etymological Dictionary by S. A. Starostin et al.
– Arabic Etymological Dictionary by Andras Rajki
– Hebrew Etymological Dictionary by Isaac Fried

### Limbi altaice
– Altaic Etymological Dictionary by S. A. Starostin et al.
– Chuvash Etymological Dictionary by M. R. Fedotov
– Gagauz Etymological Dictionary
– Mongolian Etymological Dictionary
– Turkish Etymological Dictionary by Sevan Nișanyan "Sözlerin Soyağacı – Çağdaș Türkçe'nin Etimolojik Sözlüğü" (Third ed. Adam Y. Istanbul 2007)

### Limbi austroneziene
– Austronesian Comparative Dictionary by R. A. Blust
– Indonesian Etymological Dictionary by S. M. Zain
– Maori Etymological Dictionary by E. Tregear
– Waray Etymological Dictionary

### Limbi bantu
– Bantu Etymological Dictionary
– Swahili Etymological Dictionary

### Limbi creole șiconlangs
– Bislama Dictionary with etymologies by Andras Rajki
– Esperanto Etymological Dictionary
– Morisyen Etymological Dictionary
– Volapük Dictionary

### Limbi uralice
– Uralic Etymological Dictionary by S. A. Starostin et al.
– Estonian Etymological Dictionary by Iris Metsmägi, Meeli Sedrik, Sven-Erik Soosaar
– Finnish Etymological Dictionary
– Hungarian Dictionary with etymologies by Andras Rajki
– Saami Etymological Dictionary

### Alte limbi și familii de limbi
– Basque Etymological Dictionary
– Dravidian Etymological Dictionary by T. Burrow
– Kartvelian Etymological Dictionary by G. A. Klimov
– Mayan Etymological Dictionary by T. Kaufman and J. Justeson
– Munda Etymological Dictionary by D. Stampe & al.
– North Caucasian Etymological Dictionary by S. A. Starostin et al.
– Thai Etymological Dictionary by M. Haas